# إغناسيو (لاعب كرة قدم)
إغناسيو دا سيلفا أوليفيرا (بالبرتغالية: Ignácio da Silva Oliveira) أو اختصاراً إغناسيو هو لاعب كرة قدم برازيلي يلعب كقلب دفاع لصالح نادي فلومينينسي الذي ينافس في الدوري البرازيلي الدرجة الأولى.

## وصلات خارجية
- Ignacio da Silva Oliveira على موقع إي إس بي إن إف سي (الإنجليزية)
- Ignacio da Silva Oliveira على موقع قاعدة بيانات كرة القدم.إي يو (الإنجليزية)
- Ignacio da Silva Oliveira على موقع Soccerbase.com (لاعب) (الإنجليزية)
- Ignacio da Silva Oliveira على موقع Soccerway.com (الإنجليزية)
- Ignacio da Silva Oliveira على موقع عالم كرة القدم.نت (الإنجليزية)